# バルコニー

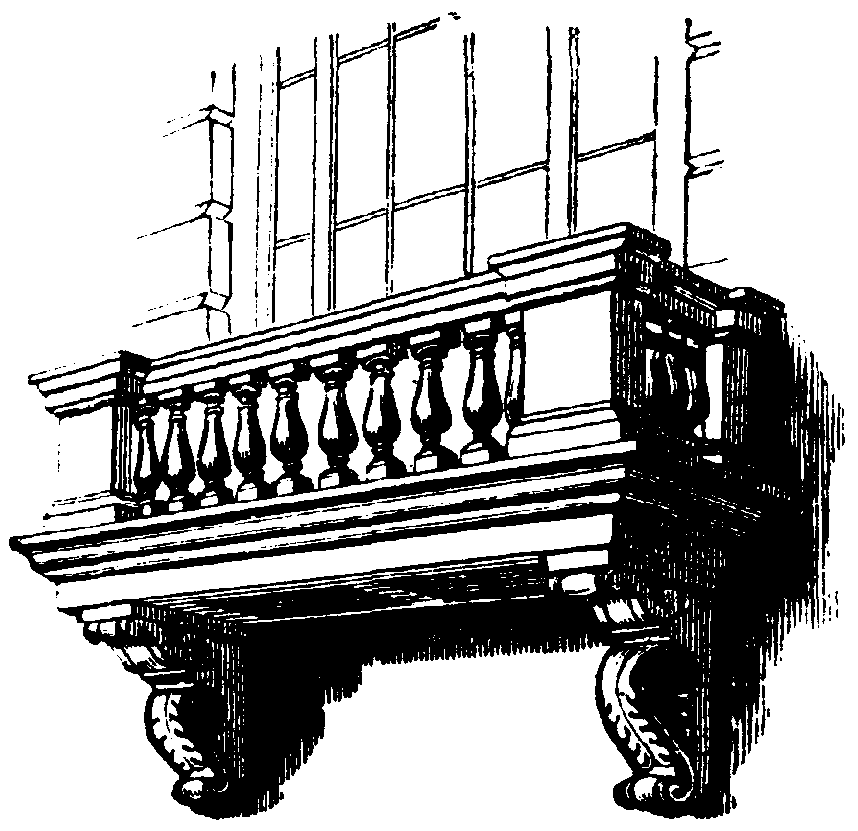
ブラケット付きのバルコニー、手すりのついたもの

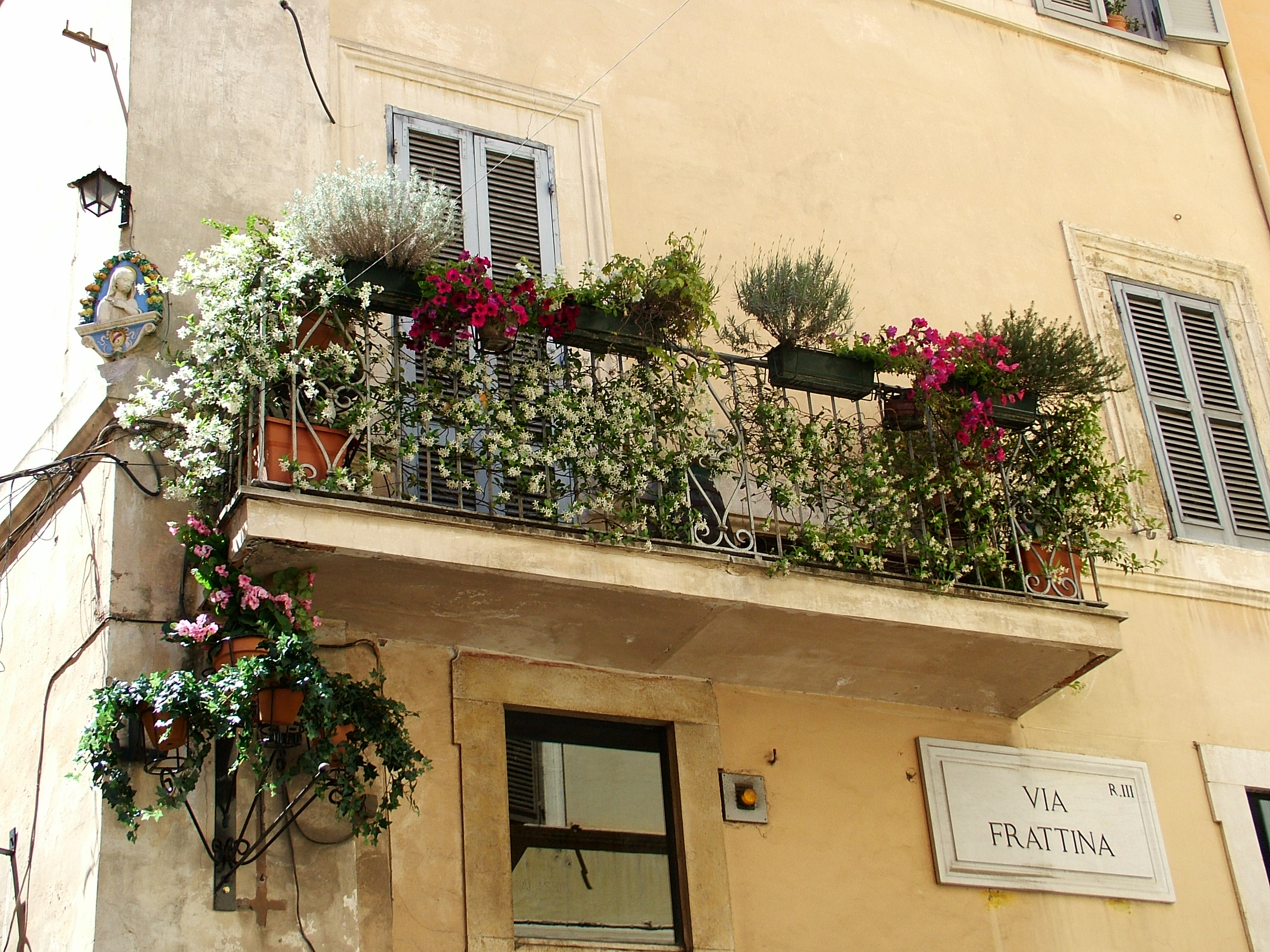
ローマのバルコニー

バルコニー （balcony）は、一般に建物から外部に張り出した手すりつきの開口部。露台（ろだい）ともいう。ベランダとの違いは、庇（ひさし）や軒（のき）がかかっているかどうかによる。

## 歴史
バルコニーの原始的形態は古代ローマには出現していた。しかし、街路環境の悪化から368年にはバルコニーの設置が規制された。さらに中世になると街路に面する建物は防御的性格をもつようになりバルコニーを含む開口部はほとんど設けられなくなった。中世に失われたバルコニーが再び西欧の住宅に出現するのはルネサンス期といわれている。ただし、イギリスや北欧諸国では近代的な集合住宅が導入されるまでバルコニーは一般的ではなかった。

## 語源
ラテン語のバルコニーを意味するbalconeはbalco（舞台、観覧席）の派生語といわれている。balcoはランゴバルド語で梁を意味し、劇場のpalco（ボックス席）の語源にもなった。
なお、劇場のバルコニーは、定番の観客席であるが、この名前は今日の慣習では、階下の一般の観客とは別に正装をして催しに臨む人たちの観客席と一体化して使われることが多い。

## 構造
概ねそのスペースを支える支柱のようなブラケットがついている。伝統的なマルタ風バルコニーは、壁面から張り出した木造のバルコニーである。
下階の屋根部分をバルコニーとして利用する形態をルーフバルコニーという。
日本の建築基準法施行令（建築基準法）では、「100センチメートル以上の幅と110センチメートル以上の手すりを付ける」ことと定められている。

## 種類
ベイ・バルコニー型
ベイ・ウインドウと同様、柱間いっぱいに設けるバルコニー。通常、上階で眺望を楽しむためのリビング・バルコニーとして計画され、テーブルと椅子、プランター以外、外部からの景観を害する干し物や物置などは禁止されることが多い。

## 用途
物干し場や庭としての活用、娯楽スペースなどに利用されることがある。特に高層建築ではその用途に加えて、高さへの不安感の解消と、災害時の避難経路確保の目的から付けられることがある。
往々にして、バルコニーは特別の行事のために特に設置されるということもある。たとえば、ローマのサン・ピエトロ大聖堂での新しい教皇の選出で、コンクラーベの後、教皇の信徒への挨拶のためといったようなケースである。教会の中でも、バルコニーは聖歌隊のために利用されたり、また政府や要人たちの儀礼的な晩餐会などでも、音楽の演奏者やその他のスタッフのためにバルコニーが同様の使われ方をすることもある｡

## ギャラリー

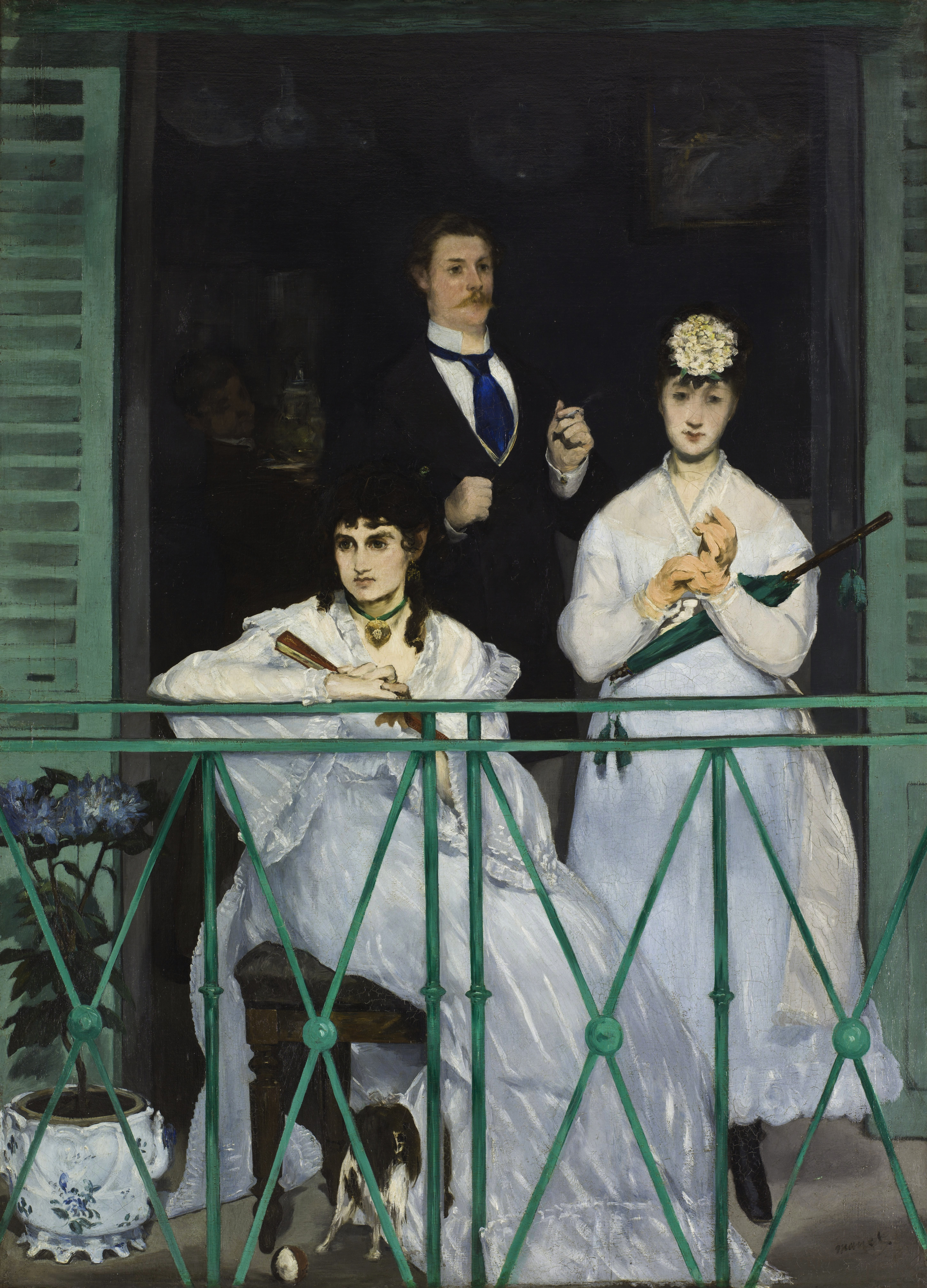
エドゥアール・マネ作『バルコニー』
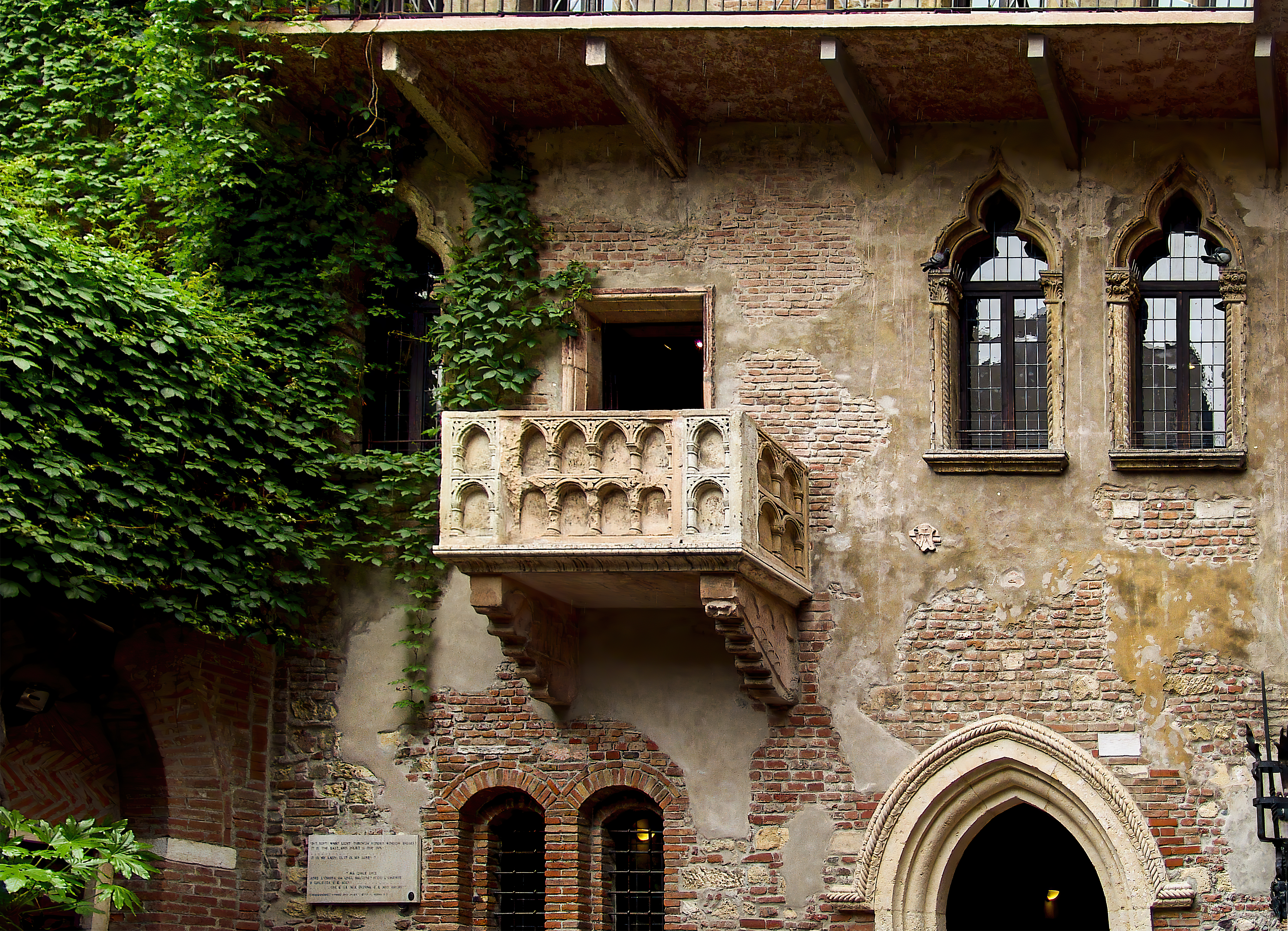
シェイスクピア『ロミオとジュリエット』の舞台となったヴェローナの「ジュリエッタの家」のバルコニー
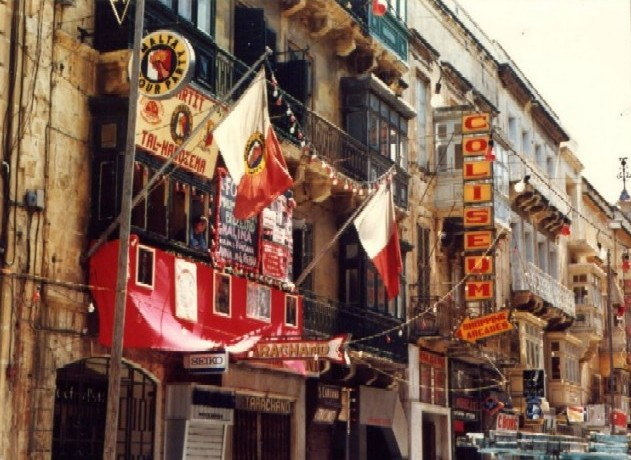
マルタ島では伝統的なバルコニーが数多く見られる